# Зеленски, Анн
Анн Зеленски (фр. Anne Zelensky, род. 24 октября 1935, Касабланка, Марокко) — французская писательница-феминистка и активистка.
Как дочь французского колониального чиновника в Кот-д’Ивуаре, она в молодом возрасте столкнулась с существующим колониальным расизмом и сексистским угнетением в социальной системе. Став взрослой, Анн Зеленски стала французской активисткой-феминисткой, принявшей участие в возрождении французского феминизма в 1966 году. Она вместе с Жаклин Фельдман основала FMA (Féminin Masculin Avenir), группу активистов смешанного пола, которая сосредоточилась на женском равенстве после того, как сыграла важную роль в Движении за освобождение женщин (MLF) в 1970 году.
Она играла важную роль в феминистском движении во время гражданских протестов Красного мая в 1968 году и на протяжении 1970-х годов. Зеленски тесно сотрудничала с писательницей и социологом Жаклин Фельдман, с которой она стала соучредителем FMA, а также с философом-экзистенциалистом Симоной де Бовуар, автором книги «Второй пол». Зеленски — одна из женщин, стоявших за «Манифестом 343» в 1971 году, призывом к декриминализации и легализации добровольного прерывания беременности, которое включало такие медицинские процедуры, как аборт.
В частности, она защищала позицию о том, что женщины должны получить доступ к политической ответственности, что в то время было непопулярным мнением в феминистском движении.

## Феминистский активизм во Франции
Феминистская ассоциация FMA создала дочернюю организацию под названием SOS Femmes Alternative, которая в 1978 году открыла первый во Франции приют для женщин, подвергшихся побоям. Зеленски была президентом этой организации в течение нескольких лет, начиная с 1980 года. Участвовала в создании ассоциации «Hommes et Violences en privé», которая в 1990 году открыла первый во Франции центр приёма и помощи для жестоких мужчин.
В 1984 году она запустила антисексистскую рекламу «Не тронута в образе мужчины», которая появилась в нескольких СМИ и получила международную поддержку. Она организовала первый симпозиум «Сексуальные домогательства на работе» в 1985 году. Симпозиум, получивший широкое внимание средств массовой информации, стал последним публичным выступлением Симоны де Бовуар, местом, где можно было поддержать движение. В рамках своей деятельности она также участвовала в создании Лиги международных прав женщин в 1974 году вместе с Анни Сугье, Вики Коломбет и Анни Коэн. Лига, возглавляемая Симоной де Бовуар, направила свои усилия на конкретные формы сексизма и в 1974 году предложила антисексистский законопроект, который был рассмотрен правительством в 1983 году, но так и не был принят на голосование.
Зеленски была первой женщиной, создавшей философское кафе в 1996 году и организовавшей дебаты с женщинами-философами. «Кафе-Филос» были популярным занятием среди местных французов, заинтересованных в философских дискуссиях. Они были основаны французским философом Марком Соте в Париже, Франция, 13 декабря 1992 года.

## Карьера вFéminin Masculin Avenir(FMA)
Во Франции, как и в других западных странах, наблюдалась тенденция роста феминизма в 1960-х и 1970-х годах. Франция наиболее ярко испытала эту силу феминизма в 1975 году с декриминализацией законов об абортах. Однако из-за неоднородности, существовавшей в понимании феминизма, французский феминизм был неустойчив к противоречиям и конфликтам между разными феминистскими взглядами. В начале 1970-х годов было создано Движение за освобождение женщин (MLF) или Женское освободительное движение с основной целью мобилизации женской автономии и выведения женщин из организационных структур, где они систематически ставились в подчинённое положение. Такого рода распределение применялось к женщинам, у которых не было собственного выбора. Одна из самых спорных тем в этом движении, наряду с другими организациями-единомышленниками, заключалась в том, должны ли мужчины играть роль в феминизме или он должен быть исключительно для женщин.
Зеленски приняла участие в этих гендерно-ориентированных дебатах, открыто продемонстрировав свою поддержку несепаратизма в феминистском движении. Она сосредоточилась на том, чтобы оставить места для всех феминистских активисток, вместо того, чтобы пытаться решить формальное определение того, кто может или не может быть феминисткой. В 1967 году Зеленски основала смешанную феминистскую организацию под названием Féminin Masculin Avenir (FMA), которая предшествовала MLF и включала некоторых из её близких друзей-мужчин, Рожера Рибеса и Шарля Кассуто. Однако попытка Зеленски вовлечь мужчин в движение феминизма вызвала огромную негативную реакцию со стороны сепаратистских феминисток, а также активисток-мужененавистниц. Это был обычный ответ, данный другими несепаратистскими феминистками, такими как Мари-Виктуар Луи. В связи с этими обстоятельствами в 1969—1970 годах FMA стала исключительно женской организацией. Разногласия по поводу роли феминизма ощущались не только во Франции, но и в других европейских странах, таких как Бельгия. Когда мужчины действительно вносили свой вклад, они в основном были людьми с университетским образованием, некоторые из них принимали непосредственное участие в организации феминистских демонстраций, а некоторые были в большей степени на периферии организаций, возглавляемых женщинами.
FMA как организация отличалась от предшествовавших ей групп более интерсекциональным подходом. Вместо того, чтобы сосредоточиться на существовании иерархии угнетения среди рас, социальных классов и колониализма, FMA уделяла приоритетное внимание борьбе женщин в целом. Однако следствием этого в отношении роли FMA в вдохновении MLF стало отсутствие руководящей роли женщин из рабочего класса и маргинализированных женщин в MLF. Зеленски считала, основываясь на наблюдениях из жизни, что резкая разница между её опытом в обществе как белой женщины по сравнению с опытом её чёрных сверстников означает, что две проблемы, раса и пол, являются взаимоисключающими битвами и должны решаться отдельно. Эти разделения и разломы в активизме, которые пришли на смену феминизму в конце XVIII века и продолжились в 2000-х годах, были определены историками как отличительная черта второй волны французского феминизма, волны, на которую Зеленски оказала большое влияние.

## Дальнейшая карьера и критика
В период с 2007 по 2014 год Зеленски была редактором Riposte laïque, весьма противоречивого крайне правого веб-сайта, созданного в 2007 году и представлявшего себя частью светского движения и связанного с идентитарными, националистическими и исламофобскими движениями под названием светский (laïcité). Зеленски критиковали за её жесткую позицию по поводу предполагаемой «исламизации Франции» и мусульманских женщин, которые предпочитают носить хиджаб. Она вместе с другими видными феминистками во Франции заявила, что «исламская практика [является] унитарной и угнетающей женщин». Зеленски в конечном итоге станет ведущей фигурой против права мусульманских женщин носить хиджаб. Например, Зеленски считает хиджаб символом женского угнетения, написав в Le Monde, что он «символизирует место женщины в исламе, как его понимает исламизм». Это место находится в тени, подчинено мужчинам. Тот факт, что женщины утверждают, что это их решение, ничего не меняет в его значении… Нет более надёжного угнетения, чем самоугнетение" (Le Monde, 30 мая 2003).
В 2005 году она опубликовала свою автобиографию, в которой оглядывается на свой феминистский путь и свидетельствует об эволюции феминистского движения с 1968 года.

## Награды и признание
В 1998 году Анн Зеленски была награждена орденом Почётного легиона.

## Публикации
- Anne Zelensky-Tristan, Mémoires d’une féministe (Мемуары феминистки), Paris, Calmann-Lévy[англ.], 2005, 405 p.
- Histoires d’amour (История любви), под псевдонимом Anne Tristan, Calmann-Lévy[англ.] (ed.), 1979.
- Histoires du MLF (История французского движения освобождения женщин, MLF), под псевдонимом Anne Tristan, с Annie Sugier[англ.] (a.k.a. Annie de Pisan), Calmann-Lévy[англ.], 1977 (предисловие Simone de Beauvoir).
- Ah elle ira, elle ira…à l’Assemblée Nationale (Ах, она пойдет в Национальное собрание), детские рисунки о гендерном равенстве, Indigo editions and Côté-Femmes 1995 collective.
- Chroniques des petits abus de pouvoirs (Хроники мелких злоупотреблений властью), с Régine Dhoquois, L’Harmattan (ed.), 2010.
- Harcèlement sexuel: scandale et réalités (Сексуальные домогательства: скандал и реальность), с Mireille Gaussot, Éditions du Rocher[англ.] (ed.), 1985
- Maternité esclave (Порабощённое материнство) [collection], ed. no. 10-18, 1975
- Partisans année zéro (Сторонники нулевого года) [collection], Editions Maspero (ed.), 1970